# Oscar Francisco Nascimento
Miguel Oscar Francisco Nascimento, mais conhecido como Nascimento (São Paulo, 24 de novembro de 1905 -Desconhecido, 24 de agosto de 1976), foi um ex-futebolista brasileiro que atuava como goleiro. É considerado um dos ídolos da história do Palmeiras no período em que a agremiação se chamava Palestra Itália.

## Palmeiras
O Palmeiras, chamado na época de Palestra Itália, foi o clube onde o goleiro conquistou suas maiores glórias, vivendo sua melhor fase na carreira futebolística, conquistando o tricampeonato paulista (1932, 1933 e 1934), sendo o campeonato paulista de 1932 vencido de forma invicta.
Sagrou-se, também, campeão do Torneio Rio-São Paulo de 1933, considerado, na época, o primeiro campeonato brasileiro.

## Curiosidades
- É o 11º goleiro a atuar mais vezes pelo palmeiras (130 jogos).[4]

## Títulos
Palmeiras
- Campeonato Paulista: 1932, 1933 e 1934
- Torneio Rio-São Paulo: 1933

### Outras Conquistas
Palmeiras
- Taça Conde Matarazzo: 1929
- Taça Flamengo: 1929
- Taça Hospital Humberto I: 1930
- Taça Diário Nacional: 1931
- Taça C. Giusti: 1931
- Taça Niterói: 1932
- Taça Jundiaí: 1933
- Taça "O Dia": 1933
- Campeão Honorário do Brasil: 1933